# Championnat du Costa Rica de football 1990-1991
Navigation
Saison précédente Saison suivante
La Primera División 1990-1991 est la soixante-neuvième édition de la première division costaricienne.
Lors de ce tournoi, le Deportivo Saprissa a tenté de conserver son titre de champion du Costa Rica face aux onze meilleurs clubs costariciens.
La saison était divisée en deux phases, le vainqueur de la phase régulière et le vainqueur de la phase finale se sont disputé le titre de champion à la fin de la saison.
Lors de la première phase, chacun des douze clubs participant était confronté trois fois aux onze autres équipes. Puis les six meilleurs se sont affrontés lors d'une phase finale en fin de saison.
Seulement deux places étaient qualificatives pour la Coupe des champions de la CONCACAF.

## Les 12 clubs participants
| \| LD Alajuelense CS Cartagines AD Municipal Generaleña AD Guanacasteca CS Herediano AD Limonense AD Palmares Municipal Puntarenas AD San Carlos / Deportivo Saprissa Municipal Turrialba CS Uruguay \| Localisation des clubs engagés dans le championnat. |
| LD Alajuelense CS Cartagines AD Municipal Generaleña AD Guanacasteca CS Herediano AD Limonense AD Palmares Municipal Puntarenas AD San Carlos / Deportivo Saprissa Municipal Turrialba CS Uruguay                                                           |

Ce tableau présente les douze équipes qualifiées pour disputer le championnat 1990-1991. On y trouve le nom des clubs, le nom des stades dans lesquels ils évoluent ainsi que la capacité et la localisation de ces derniers.
| Club                    | Stade                        | Capacité          | Ville                     |
| LD Alajuelense          | Stade Alejandro Morera Soto  | 17 900            | Alajuela                  |
| CS Cartagines           | Stade José Rafael Meza       | 13 500            | Cartago                   |
| AD Municipal Generaleña | Stade inconnu                | Capacité inconnue | San Isidro del General    |
| AD Guanacasteca         | Stade Chorotega              | 4 000             | Nicoya                    |
| CS Herediano            | Stade Eladio Rosabal Cordero | 8 100             | Heredia                   |
| AD Limonense            | Stade Juan Gobán             | 3 000             | Puerto Limón              |
| AD Palmares             | Stade inconnu                | Capacité inconnue | Palmares de Alajuela (en) |
| Municipal Puntarenas    | Stade Lito Pérez             | 4 100             | Puntarenas                |
| AD San Carlos           | Stade Carlos Ugalde Álvarez  | 5 600             | Ciudad Quesada            |
| Deportivo Saprissa      | Stade Ricardo Saprissa       | 23 100            | San José                  |
| Municipal Turrialba     | Stade Rafael Ángel Camacho   | 4 500             | Turrialba                 |
| CS Uruguay              | Stade Municipal el Labrador  | 2 500             | Coronado                  |

## Première phase
Lors de la première phase les douze équipes s'affrontent à trois reprises selon un calendrier tiré aléatoirement.
Les six meilleures équipes sont qualifiées pour la deuxième phase, le dernier du classement est relégué en Segunda División.
Le classement est établi sur l'ancien barème de points (victoire à 2 points, match nul à 1, défaite à 0).
Le départage final se fait selon les critères suivants :
- Le nombre de points.
- La différence de buts générale.
- La différence de buts particulière.
- Le nombre de buts marqué.

### Classement
| Rang | Équipe                      | Pts | J  | G  | N  | P  | Bp | Bc | Diff |
| ---- | --------------------------- | --- | -- | -- | -- | -- | -- | -- | ---- |
| 1    | Municipal Puntarenas        | 49  | 33 | 23 | 3  | 7  | 59 | 27 | +32  |
| 2    | LD Alajuelense              | 47  | 33 | 19 | 9  | 5  | 55 | 31 | +24  |
| 3    | Deportivo Saprissa (T)      | 39  | 33 | 17 | 5  | 11 | 48 | 31 | +17  |
| 4    | CS Uruguay                  | 39  | 33 | 14 | 11 | 8  | 39 | 23 | +16  |
| 5    | CS Cartagines               | 34  | 33 | 12 | 10 | 11 | 36 | 39 | -3   |
| 6    | Municipal Turrialba         | 33  | 33 | 11 | 11 | 11 | 38 | 35 | +3   |
| 7    | CS Herediano                | 32  | 33 | 11 | 10 | 12 | 41 | 41 | 0    |
| 8    | AD Guanacasteca             | 30  | 33 | 10 | 10 | 13 | 30 | 32 | -2   |
| 9    | AD San Carlos               | 30  | 33 | 9  | 12 | 12 | 29 | 40 | -11  |
| 10   | AD Limonense                | 21  | 33 | 7  | 7  | 19 | 30 | 52 | -22  |
| 11   | AD Municipal Generaleña (P) | 21  | 33 | 8  | 5  | 20 | 28 | 54 | -26  |
| 12   | AD Palmares                 | 21  | 33 | 7  | 7  | 19 | 26 | 54 | -28  |

| Légende : Qualifications et relégations | Légende : Qualifications et relégations                                                            |
| --------------------------------------- | -------------------------------------------------------------------------------------------------- |
|                                         | Coupe des champions de la CONCACAF 1992 (3e Tour de qualification)                                 |
|                                         | Relégué en Segunda División                                                                        |
|                                         | En gras : Qualifié pour la deuxième phase (T) : Tenant du titre (P) : Promu de la saison 1988-1989 |

## Seconde phase
Les résultats de cette seconde phase sont inconnus, la seule certitude est que le Deportivo Saprissa l'a remporté.

## Finale du championnat
Elle oppose le leader de la saison régulière au vainqueur de la seconde phase du championnat.
Le Municipal Puntarenas n'a pas été sacré champion de la saison régulière pour une raison inconnue.
| Match aller  | LD Alajuelense   | 2:1 | Deportivo Saprissa | Stade Alejandro Morera Soto |  |
| Jour inconnu | Buteurs inconnus |     | Buteur inconnu     |                             |  |

| Match retour | Deportivo Saprissa | 0:1 | LD Alajuelense | Stade Ricardo Saprissa |  |
| Jour inconnu |                    |     | Buteur inconnu |                        |  |

## Bilan du tournoi
| Tableau d'Honneur |                |
| Compétition       | Vainqueur      |
| Primera División  | LD Alajuelense |

| Qualifications continentales 1991-1992 |                                   |
| Coupe des champions de la CONCACAF     | Qualifiés                         |
| Troisième tour de qualification        | LD Alajuelense Deportivo Saprissa |

| Promotions et relégations   |                                      |
| Relégué en Segunda División | AD Palmares                          |
| Promu de Segunda División   | Municipal Pérez Zeledon AD Carmelita |